# Maastricht Aachen Airport

i8
i11
i13
Der Maastricht Aachen Airport (auch Vliegveld Zuid-Limburg/Beek, IATA-Code: MST, ICAO-Code: EHBK) ist ein internationaler Verkehrsflughafen in der Gemeinde Beek etwa 10 Kilometer nordöstlich von Maastricht und 30 Kilometer nordwestlich von Aachen. Der Flughafen ist mit dem Auto und Bus über den Rijksweg 2 zu erreichen. Er ist vor allem für den Luftfrachtverkehr von Bedeutung, wird aber auch von Billig- und Charterfluggesellschaften genutzt.
Neben dem Flughafen befindet sich auch das Upper Area Control Centre Maastricht von Eurocontrol, das den oberen Luftraum ab 24.500 ft (ca. 7.500 m) Nordwestdeutschlands, der Benelux-Länder und Nordfrankreichs überwacht.

## Geschichte
Nach der Befreiung der Niederlande wurde in weniger als zwei Monaten ein als Provisorium gedachter Militärflugplatz errichtet. Ab dem 23. März 1945 wurde er durch die United States Army Air Forces (USAAF) benutzt, die ihn zunächst als Advanced Landing Ground ALG Y-44 bezeichnete. Zuerst wurden dort vor allem Aufklärungsflugzeuge stationiert, ab dem 4. Mai auch eine Einheit mit leichten Bombern des Typs Martin B-26 Marauder.
Am 1. August 1945 wurde die Kontrolle über den Flugplatz an die niederländische Regierung übergeben, die beschloss, aus dem Provisorium einen dauerhaften Flugplatz zu machen.

## Fluggesellschaften und Ziele
Der Flughafen Maastricht Aachen war bis 2005 u. a. der Heimatflughafen der pleite gegangenen Regionalfluggesellschaft Air Exel und wird im Passagierverkehr von Billig- sowie Charterfluggesellschaften genutzt, hauptsächlich zu bekannten Urlaubszielen. Daneben führen unter anderem Royal Jordanian und Turkish Airlines internationale Frachtflüge durch.

## Ausbau
Pläne zur Ausbreitung des 1944 als alliierter Luftwaffenstützpunkt entstandenen Flugplatzes stoßen immer wieder auf heftigen Widerstand, da die Einflugschneise über den Ortskern mehrerer Dörfer und Städte in den Niederlanden und im benachbarten Belgien führen soll. Da sich der Luftfrachtverkehr hauptsächlich nachts abspielt, befürchtet man eine zu starke Lärmbelastung.

## Flugzeugdauerparkplatz
Mitte Dezember 2020 wurde gemeldet, dass der Flughafen wegen der anhaltenden COVID-19-Pandemie als Flugzeugdauerparkplatz genutzt wird. Rund 20 Maschinen wurden dort geparkt. Ein Dienstleistungsunternehmen für den Luftverkehr hatte das Gelände zunächst bis März 2021 mit einer Option bis September 2021 angemietet.

## Mögliche Schließung
Wie im September 2021 bekannt wurde, schließt die niederländische Provinz Limburg  eine Schließung des Flughafens Aachen-Maastricht nicht aus.
Ein Grund für die Prüfung ist, dass der Flughafen seit Jahren zu wenig Gewinne macht. Neben der Schließung sind aber auch der Erhalt oder die Verlegung des Airports an einen anderen Standort mögliche Optionen. Außerdem steht der Flughafen im Wettbewerb mit dem benachbarten Flughafen Lüttich. Hier gibt es Pläne den Frachtverkehr weiter zu erhöhen, was sicherlich auch Auswirkungen auf den Flughafen Maastricht haben wird und bereits zu Protesten in Aachen wegen erhöhter Lärmbelästigung geführt hat. Der Regionalflughafen gehört der Provinz Limburg. Bei der Entscheidungsfindung sollen aber auch umliegende Kommunen mit einbezogen werden, darunter auch die Städteregion Aachen und Ostbelgien. Eine Entscheidung über die Zukunft des Flughafens sollte bis Mai 2022 getroffen werden. Anfang Juni 2022 gab es die Entscheidung zum Weiterbetrieb, jedoch unter Auflagen. Die niederländische Regierung lehnt jede finanzielle Unterstützung für Regionalflughäfen ab.

## Verkehrszahlen
| Jahr | Passagiere | Flugbewegungen | Luftfracht (t) |
| ---- | ---------- | -------------- | -------------- |
| 2023 | 223.152    | 8.979          | 32.275         |
| 2022 | 266.032    | 13.834         | 108.218        |
| 2021 | 97.646     | 12.902         | 127.994        |
| 2020 | 81.080     | 11.652         | 135.985        |
| 2019 | 435.977    | 14.085         | 111.457        |
| 2018 | 275.113    | 15.779         | 110.823        |
| 2017 | 167.544    | 18.359         | 86.770         |
| 2016 | 176.562    | 19.288         | 60.480         |
| 2015 | 195.180    | 24.030         | 56.622         |
| 2014 | 241.473    | 14.768         | 56.693         |
| 2013 | 429.545    | 13.515         | 54.029         |
| 2012 | 305.439    | 23.263         | 52.562         |
| 2011 | 333.910    | 26.110         | 65.402         |
| 2010 | 226.635    | 35.410         | 61.975         |
| 2009 | 135.696    | 43.148         | 53.351         |
| 2008 | 231.824    | 39.784         | 55.383         |
| 2007 | 134.579    | 23.208         | 57.898         |
| 2006 | 270.086    | 20.012         | 54.152         |
| 2005 | 304.191    | 19.340         | 54.569         |
| 2004 | 228.318    | 32.056         | 44.221         |
| 2003 | 273.347    | 40.688         | 34.255         |
| 2002 | 312.333    | 47.093         | 39.477         |
| 2001 | 359.559    | 58.534         | 33.463         |
| 2000 | 382.896    | 71.016         | 44.268         |
| 1999 | 293.288    | 73.572         | 36.029         |
| 1998 | 240.657    | 76.328         | 27.999         |
| 1997 | 231.908    | 78.043         | 33.261         |